# رافال سايماسزكو
رافال سايماسزكو (بالبولندية: Rafał Siemaszko)‏ هو لاعب كرة قدم بولندي في مركز الهجوم، ولد في 11 سبتمبر 1986 في Wejherowo ‏ في بولندا. لعب مع أركا غدينيا.

## وصلات خارجية
- رافال سايماسزكو على موقع قاعدة بيانات كرة القدم.إي يو (الإنجليزية)
- رافال سايماسزكو على موقع Soccerway.com (الإنجليزية)